# Kabbalageri, Badami
Kabbalageri là một làng thuộc tehsil Badami, huyện Bagalkot, bang Karnataka, Ấn Độ.